# Hideo Murai
Hideo Murai (* 5. April 1958; † 23. April 1995) war ein japanischer Physiker, Mitglied der Aum-Sekte (Ōmu Shinrikyō) und Terrorist, der unter anderem für seine Beteiligung am Giftgasanschlag in der Tokioter U-Bahn 1995 bekannt wurde. Berichten zufolge war er nach Shōkō Asahara und Kiyohide Hayakawa die Nummer drei in der Ōmu-Hierarchie. Er leitete das Ministerium für Wissenschaft und Technologie der Sekte.

## Leben
Murai promovierte an der Universität Osaka in Astrophysik, wo er unter anderem die Röntgenemissionen von Himmelskörpern untersuchte. Nach seinem Abschluss 1981 begann er eine Karriere bei Kobe Steel im Bereich Forschung und Entwicklung.
Hideo Murai schloss sich Ōmu Shinrikyō an, einer von Shōkō Asahara gegründeten Sekte. 1987 las er eines von Asaharas Büchern und meldete sich am nächsten Tag mit seiner Frau bei einem sechstägigen Aum-Schulungskurs auf dem Gelände von Kamikuishiki an. Nach Abschluss der Ausbildung erzählte er seinen Eltern, dass er sich fühle, als wäre er „Die Möwe Jonathan“ geworden, der Vogel in Richard Bachs gleichnamigem Bestseller-Roman. Murai wurde schnell Leiter von Ōmus Wissenschaftlerteam. Als er den höchsten Rang der Untergebenen Asaharas erreichte, wurde Murai der Titel Seidaishi verliehen. Hiroyuki Kano, ein Ōmu-Mitglied seit 1989, sagte Haruki Murakami gegenüber, Murai habe regelmäßig nur drei Stunden pro Nacht geschlafen. Als Shuji Taguchi, ein Aum-Mitglied, im September 1988 den Unfalltod seines Freundes Terayuki Majima bei einer asketischen Übung beobachten musste, wurde er im Februar 1989 desillusioniert und beschloss, die Bewegung zu verlassen. Asahara ließ daraufhin Taguchi fesseln und rief seine fünf höchstrangigen männlichen Berater herbei, darunter auch Murai. Asahara befahl ihnen, Taguchi zu töten. Die fünf Männer kehrten zum Container zurück und erdrosselten Taguchi mit einem Seil. Danach verbrannten sie die Überreste.

### Ermordung der Familie Sakamoto

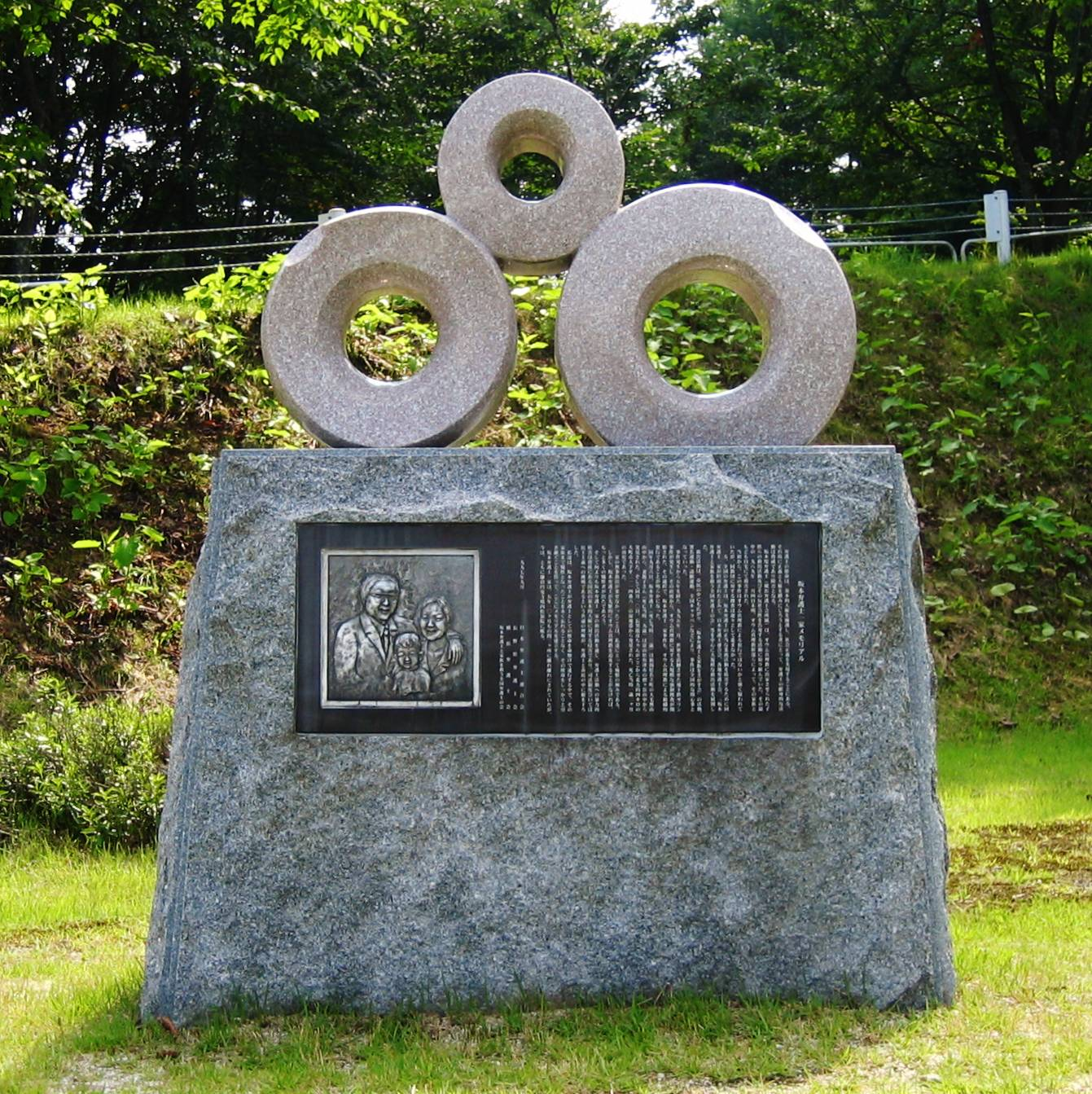
Mahnmal für die Familie Sakamoto im Omachi Dam Park

Ende der 1980er-Jahre begann der Anwalt Satoko Sakamoto die Aum-Religion zu untersuchen und deckte diverse Ungereimtheiten auf, die er in einer Radiosendung ansprach. Aum-Anhänger beschuldigten ihn daraufhin der religiösen Verfolgung. In der Hoffnung auf eine Einigung zusammen mit Aum lud Sakamoto deren Vertreter am Abend des 31. Oktober 1989 zu einem Treffen ein, das äußerst antagonistisch verlief. Sakamoto beendete es mit der Aussage, dass er im Begriff sei, Betrugsanschuldigungen gegen Asahara im Radio zu veröffentlichen. Asahara teilte daraufhin Murai sowie Satoru Hashimoto, Hayakawa, Okasaki, Niimi und Tomomasa Nakagawa mit, dass „es keine andere Wahl gebe, als Sakamoto zu töten“. Murai bereitete daraufhin eine Spritze mit Kaliumchlorid vor und gab sie Nakagawa, der die Injektion während eines Überfalls durchführen sollte, während Sakamoto von der Arbeit nach Hause kam, um den Tod wie einen natürlichen Herzinfarkt erscheinen zu lassen. Der geplante Tag des Überfalls, der 3. November 1989 entpuppte sich jedoch als Feiertag, so dass Sakamoto den Tag zu Hause mit seiner Frau und seinem etwa ein Jahr alten Sohn verbrachte. Murai und seine Mittäter beschlossen daher, dort in den frühen Stunden des 4. Novembers einzubrechen. Da sie Sakamoto nicht im Schlaf überraschen konnten, ermordeten sie alle drei Mitglieder der Familie und nahmen die Leichen mit, die sie heimlich in verschiedenen Präfekturen versteckten. Zunächst wurde der vierzehn Monate alte Tatsuhiko Sakamoto von Tomomasa Nakagawa mit einer Kaliumchlorid-Injektion getötet, dann seine Mutter. Satoko Sakamoto wurde unmittelbar darauf trotz Gegenwehr von Kiyohide Hayakawa und Tomomitsu Niimi erwürgt.

### Beteiligung an der Entwicklung biologischer Waffen
Trotz Murais technischer Berufserfahrung hatte er wenig Kompetenzen auf dem Gebiet der Bioagenzien oder Biowaffenentwicklung. Trotzdem war er Teil der Ōmu-Gruppe, die an Biowaffen arbeitete und insbesondere einer der Wissenschaftler, der die Entscheidung bezüglich der Auswahl der zu kultivierenden Krankheitserreger traf.

### Sarinanschlag im Juni 1994

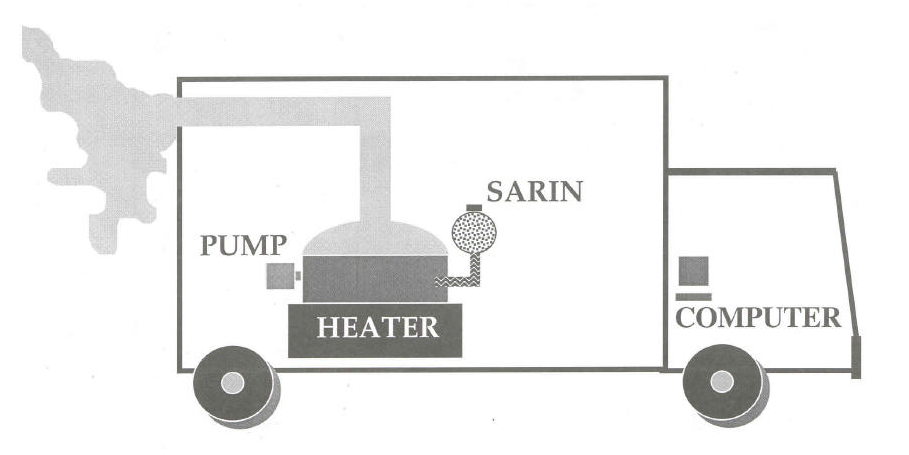
Schematische Darstellung des in Matsumsoto eingesetzten Lasters

Asahara mochte den mutigen und selbstbewussten Murai und wählte ihn persönlich, um einen versuchten Mordanschlag auf drei Richter in Matsumoto zu leiten, von denen erwartet wurde, dass sie in einem Rechtsstreit über eine Immobilienangelegenheit gegen die Aum-Religion entscheiden würden. Da Murai am vorgesehenen Tag verschlafen hatte, traf er gemeinsam mit weiteren Aum-Mitgliederm erst am Gericht ein, als die Richter bereits Dienstschluss hatten. Daher improvisierte Murai und fuhr mit seinen Komplizen in der Nacht des 27. Juni gegen 22.30 Uhr in dem speziell umgebauten Lastwagen durch Matsumoto und versprühte Sarin. Leichter Wind trug den giftigen Dampf durch die Nachbarschaft und er drang innerhalb von Minuten in die Häuser ein. Fünf tote Bewohner wurden in ihren Wohnungen entdeckt, zwei starben unmittelbar nach der Einlieferung ins Krankenhaus. Insgesamt mussten 274 Personen im Krankenhaus behandelt werden. Die Richter waren nicht unter den Toten, wurden aber arbeitsunfähig.
Zunächst, bis zum 20. März 1995, wurde Yoshiyuki Kono sowohl von Ermittlern als auch von den Medien als Verursacher verdächtigt. Kono war ein Bewohner Matsumotos, dessen Frau Sumiko durch den Kontakt mit dem Nervengas ins Koma fiel und bis zu ihrem Tod im Jahr 2008 in einem vegetativen Zustand blieb.

### 20. März 1995
Murai, der von Shoko Asahara beauftragt worden war die japanische Polizei anzugreifen, begutachtete auf einer Karte die U-Bahn-Linien der Stadt und markierte die Ausgänge in der Nähe der Polizeistation. Dann ordnete er die Sarin-Angriffe auf den U-Bahnlinien Hibiya, Marunouchi und Chiyoda an, die alle an der Kasumigaseki-Station konvergieren. Als Zeitpunkt wählte er 8 Uhr morgens, den Höhepunkt der Hauptverkehrszeit.

### Planung weiterer Anschläge
Aus Sorge, dass Shoko Asahara verhaftet werden könnte, traf Murai Anfang April Yoshihiro Inoue und plante zwei Angriffe, die durchgeführt werden sollten, falls die Verhaftung von Asahara unmittelbar bevorzustehen schien; um die polizeilichen Ermittlungen zu stören und dadurch jegliche Maßnahmen zu verzögern, die gegen Asahara geplant sein könnten.
Der erste Angriff sollte an Japans größter und verkehrsreichster U-Bahnstation Shinjuku stattfinden, wobei Natriumcyanid eingesetzt werden sollte. Der zweite befohlene Angriff umfasste eine Paketbombe, die an den neu gewählten Gouverneur von Tokio, Yukio Aoshima, geschickt werden sollte, da dieser öffentlich erklärt hatte, er würde ernsthaft darüber nachdenken, Aum Shinrikyo aufzulösen.
Der Angriff auf die Station Shinjuku fand am 5. Mai statt, genau wie von Murai angeordnet. Hierbei wurden zwei Plastiktüten eingesetzt, von denen eine etwa zwei Liter Natriumcyanidpulver enthielt und die andere Schwefelsäure. Wären beide Stoffe in Kontakt geraten, hätte eine chemische Reaktion stattgefunden, bei der eine Wolke aus tödlichem Blausäuregas freigesetzt worden wäre. Experten schätzten, dass die bei der Reaktion freigesetzte Gasmenge ausreichend gewesen wäre, um zwischen zehn- und zwanzigtausend Menschen zu töten.

### Forschung bei Aum Shinrikyo
Er erforschte ein vielfältiges und ungewöhnliches Themenspektrum, wie elektromagnetische Impulswaffen, Mikrowellenwaffen, künstlich induzierte Erdbeben und riesige Plasmawaffen, die in der Erdumlaufbahn positioniert sind.
Murai reiste mehrmals nach Osteuropa, um die Papiere des Wissenschaftlers Nikola Tesla zu finden, entdeckte jedoch, dass sie am Ende des Zweiten Weltkriegs von alliierten Streitkräften beschlagnahmt wurden. Murai reiste auch in die USA, um Zugang zu den Dokumenten zu erhalten, aber es ist nicht bekannt, ob er auf etwas außer den öffentlich zugänglichen Materialien zugreifen konnte oder ob es tatsächlich geheime Tesla-Werke gibt, die die geheime Technologie detailliert beschreiben.  Angeblich war Murai beharrlich bei seinen Versuchen die Materialien zu beschaffen und wandte sich u. a. über das Büro in New York an die internationale Tesla-Gesellschaft. Er besuchte auch Russland, wo er eine Reihe von Wissenschaftlern traf, darunter den Nobelpreisträger Professor Nikolai Gennadijewitsch Bassow. Berichten zufolge war er auch am Kauf von Computer- und Laborgeräten von Cache Scientific in Beaverton, Oregon beteiligt, die theoretisch für Experimente mit biologischen Substanzen wie Viren verwendet werden könnten.
Murai entwarf auch die Pläne für unterirdische „Dokubo“ („Rückzugskammern“) – kleine, vollständig versiegelte Räume, die mit Sensoren zur Messung des Sauerstoffverbrauchs ausgestattet sind. Er entwickelte auch viele der elektronischen Geräte, die von Ōmu-Shinrikyō-Mitgliedern verwendet wurden, von denen der PSI-Helm („Perfect Salvation Initiation“) am weitesten verbreitet ist, der die elektromagnetische Aufzeichnung von Asaharas Gehirnwellen direkt in das Gehirn des Trägers überträgt.
Unmittelbar vor dem Sarin-Anschlag in der Tokioter U-Bahn hielt Murai einen Vortrag auf einer Pressekonferenz in den Räumlichkeiten des Tokyo Foreign Press Club, wo er die Ergebnisse seiner Forschungen in Ōmu bekanntgab. Einige der Themen, über die er an diesem Tag ausführlich sprach, waren folgende:
- Die Möglichkeit, dass das Erdbeben von Kobe durch eine elektromagnetische Waffe verursacht wurde, die auf der Grundlage der Theorien des Physikers Nikola Tesla entwickelt wurde.[26][27][28]
- Die Nützlichkeit leistungsstarker Mikrowellenwaffen mit einem breiten Anwendungsspektrum auf den Schlachtfeldern, von der Vernichtung gepanzerter feindlicher Kämpfer bis hin zu vorübergehenden psychischen Erkrankungen oder dem Hervorrufen extremer Geisteszustände wie Angst.
- „Plasmawaffen“, die Mikrowellen zu einem einzigen Strahl mit einer Temperatur von 4.000 Grad Celsius konzentrieren und lebendes Gewebe verbrennen, während Strukturen intakt bleiben. Murai behauptete, die Amerikaner hätten derartige Waffen im Golfkrieg eingesetzt und irakische Soldaten zu Tausenden verdampft. Deshalb seien nur 8.000 Leichen gefunden worden, während der Irak behauptete, 100.000 Kämpfer verloren zu haben.[29]
- Die Möglichkeit, das Wetter, wiederum basierend auf Teslas Theorien, zu manipulieren, radikale Klimaveränderungen und Naturkatastrophen wie Taifune oder extrem hohe oder niedrige Temperaturen zu verursachen.

## Tod
Murai wurde tödlich verwundet, als ein Koreaner namens Hiroyuki Jo (徐裕行 Jo Hiroyuki), ein Mitglied der Yamaguchi-gumi, der größten organisierten kriminellen Yakuza-Gruppe in Japan, in Anwesenheit von zehn Polizisten und etwa 100 Reportern wiederholt auf Murai einstach. Die Reporter waren von Gerüchten angezogen worden, dass die Polizei mit der Verhaftung von hohen Aum-Führern, einschließlich Murai, beginnen würde. Der Angreifer versuchte nicht zu fliehen und wurde vor Ort widerstandslos festgenommen. Murai verlor in einem Krankenwagen das Bewusstsein. Hiroyuki Jo erklärte ursprünglich seinen Angriff auf Murai als persönliche Entscheidung und als Ergebnis seiner Wut auf den Sarin-Gasangriff auf die Tokioter U-Bahn, bei dem 13 Menschen getötet und Tausende verletzt wurden. Er gestand aber bald, dass sein Yakuza-Chef ihm befohlen hatte, den Mord zu begehen. Als Yakuza-Mitglied hatte er keine andere Wahl, als zu gehorchen. Es wurde auch spekuliert, dass die Yakuza illegal hergestellte Drogen von Ōmu-Wissenschaftlern erworben hatten, und dass sie Murai zum Schweigen bringen wollten. Chirurgen versuchten, Murai zu retten, aber er starb sechs Stunden nach dem Angriff durch Blutverlust und schwere innere Verletzungen. Während der Razzien beschlagnahmte die Public Security Investigation Agency (PSIA) die von Murai verwendete Ausrüstung und Dokumente im Zusammenhang mit den von ihm durchgeführten Forschungsaktivitäten.